# Charmbracelet
《Charmbracelet》는 미국의 싱어송라이터 머라이어 캐리의 아홉 번째 정규 앨범으로, 2002년 12월 3일 북미에서 모나크 엔터테인먼트와 아일랜드 데프 잼을 통해 발매되었다. 이 앨범은 영화 《Glitter》(2001)와 그 사운드트랙 발매 이후 겪은 캐리의 정신적 붕괴 이후 처음으로 선보이는 작품이었다. 평단은 《Charmbracelet》을 1997년작 《Butterfly》에 이은 가장 개인적인 음반 중 하나로 평가했으며, 캐리는 이번 앨범에서 저메인 듀프리, 지미 잼과 테리 루이스, 7 오렐리우스, 드레 & 비달 등 다양한 뮤지션들과 협업했다.
머라이어 캐리에 따르면 《Charmbracelet》의 주제는 사랑이며, 내면적이고 개인적인 감정들을 축하와 즐거움의 정서와 결합해 담아냈다고 한다. 앨범은 알앤비 비트를 중심으로 구성되어 있으며, 가스펠과 소울 등 다른 장르의 요소들도 포함되어 있다. 1980년대 멜로디 샘플링이 주를 이뤘던 《Glitter》에 비해, 이 앨범은 보다 부드러운 힙합과 알앤비 사운드를 지녔다. 캄론, 제이 지, 프리웨이도 참여했다.
《Charmbracelet》은 복합적인 반응을 받았다. 일부 평론가는 캐리가 본래의 팬층으로 돌아왔다고 평한 반면, 다른 이들은 앨범의 프로덕션을 비판했다. 이 앨범은 미국 《빌보드》 200 차트에서 3위로 데뷔했으며, 첫 주에 241,000장이 판매되었다. 국제적으로는 일본과 스위스에서 톱텐에 들었고, 다른 7개국에서는 톱40 안에 진입했으며, 전 세계적으로 300만장 이상 판매되었다. 앨범 홍보를 위해 세 개의 싱글이 발매되었다. 리드 싱글 〈Through the Rain〉은 스페인에서 1위를 차지했고, 캐나다, 스위스, 스웨덴, 이탈리아, 영국에서는 톱텐 안에 들었다. 미국에서는 핫 댄스 클럽 플레이 차트에서 1위를 기록했지만 《빌보드》 핫 100에서는 81위에 그쳤다. 이후 두 싱글은 차트 성적이 저조했다.
캐리는 이 앨범을 홍보하기 위해 2003년부터 2004년까지 Charmbracelet World Tour를 진행했고, 30회 아메리칸 뮤직 어워드, 《투데이》, 《더 뷰》, 《소울 트레인 뮤직 어워드》, 《오프라 윈프리 쇼》 등 다양한 방송에 출연했다. 해외에서는 브라질 프로그램 《판타스티코》에서의 공연을 비롯해 MTV 유럽, MTV 영국에서의 어쿠스틱 무대와 인터뷰 등을 통해 홍보 활동을 이어갔다.

## 곡 목록
| #            | 제목                                                               | 작사                                                                       | 작곡                                                                       | 편곡                                                       | 재생 시간 |
| ------------ | ------------------------------------------------------------------ | -------------------------------------------------------------------------- | -------------------------------------------------------------------------- | ---------------------------------------------------------- | --------- |
| 1.           | 〈Through The Rain〉                                               | 머라이어 캐리 라이오넬 콜                                                  | 머라이어 캐리 라이오넬 콜                                                  | 머라이어 캐리 지미 잼 앤드 테리 루이스 제임스 "빅 짐" 롸잇 | 4:48      |
| 2.           | 〈Boy (I Need You)〉 (ft. 캄론)                                    | 머라이어 캐리 저스트 블레이즈 노먼 화이트 필드                             | 머라이어 캐리 저스트 블레이즈 노먼 화이트 필드                             | 머라이어 캐리 저스트 블레이즈                              | 5:14      |
| 3.           | 〈The One〉                                                        | 머라이어 캐리 브라이언 마이클 콕스 저메인 듀프리                           | 머라이어 캐리 브라이언 마이클 콕스 저메인 듀프리                           | 머라이어 캐리 브라이언 마이클 콕스 저메인 듀프리           | 4:08      |
| 4.           | 〈Yours〉                                                          | 머라이어 캐리 지미 잼 앤드 테리 루이스 제임스 "빅 짐" 롸잇                 | 머라이어 캐리 지미 잼 앤드 테리 루이스 제임스 "빅 짐" 롸잇                 | 머라이어 캐리 지미 잼 앤드 테리 루이스 제임스 "빅 짐" 롸잇 | 5:06      |
| 5.           | 〈You Got Me〉 (ft. 제이Z · 프리웨이)                              | 머라이어 캐리 제이Z 프리웨이 저스트 블레이즈                               | 머라이어 캐리 제이Z 프리웨이 저스트 블레이즈                               | 머라이어 캐리 저스트 블레이즈                              | 4:22      |
| 6.           | 〈I Only Wanted〉                                                  | 머라이어 캐리 라이오넬 콜                                                  | 머라이어 캐리 라이오넬 콜                                                  | 머라이어 캐리 랜디 잭슨                                    | 3:38      |
| 7.           | 〈Clown〉                                                          | 머라이어 캐리 비달 데이비스 안드레 해리스                                  | 머라이어 캐리 비달 데이비스 안드레 해리스                                  | 머라이어 캐리 비달 데이비스 안드레 해리스                  | 3:17      |
| 8.           | 〈My Saving Grace〉                                                | 머라이어 캐리 케네스 크라우치 랜디 잭슨 트레버 로렌스                      | 머라이어 캐리 케네스 크라우치 랜디 잭슨 트레버 로렌스                      | 머라이어 캐리 랜디 잭슨                                    | 4:09      |
| 9.           | 〈You Had Your Chance〉                                            | 머라이어 캐리 브라이언 마이클 콕스 저메인 듀프리 레온 헤이우드             | 머라이어 캐리 브라이언 마이클 콕스 저메인 듀프리 레온 헤이우드             | 머라이어 캐리 브라이언 마이클 콕스 저메인 듀프리           | 4:22      |
| 10.          | 〈Lullaby〉                                                        | 머라이어 캐리 비달 데이비스 안드레 해리스                                  | 머라이어 캐리 비달 데이비스 안드레 해리스                                  | 머라이어 캐리 비달 데이비스 안드레 해리스                  | 4:56      |
| 11.          | 〈Irresistible〉 (West Side Connection) (ft. 웨스트 사이드 커넥션) | 머라이어 캐리 아이스 큐브 퀸시 존스 III 시어도어 라이프 덱스터 완젤 다미자 | 머라이어 캐리 아이스 큐브 퀸시 존스 III 시어도어 라이프 덱스터 완젤 다미자 | 머라이어 캐리 다미자                                       | 5:04      |
| 12.          | 〈Subtle Invitation〉                                              | 머라이어 캐리 채널 7 케네스 크라우치 랜디 잭슨 로이드 스미스 롭 베이컨     | 머라이어 캐리 채널 7 케네스 크라우치 랜디 잭슨 로이드 스미스 롭 베이컨     | 머라이어 캐리 채널 7                                       | 4:27      |
| 13.          | 〈Bringin' On The Heartbreak〉 (데프 레퍼드 원곡)                  | 스티브 클라크 (음악가) 조 엘리엇 피트 윌리스                               | 스티브 클라크 (음악가) 조 엘리엇 피트 윌리스                               | 머라이어 캐리 랜디 잭슨                                    | 4:34      |
| 14.          | 〈Sunflowers For Alfred Roy〉                                      | 머라이어 캐리 라이오넬 콜                                                  | 머라이어 캐리 라이오넬 콜                                                  | 머라이어 캐리 랜디 잭슨                                    | 2:59      |
| 15.          | 〈Through The Rain〉 (Remix) (ft. 조 · 켈리 프라이스)              | 머라이어 캐리 채널 7 케네스 크라우치 랜디 잭슨                             | 머라이어 캐리 채널 7 케네스 크라우치 랜디 잭슨                             | 머라이어 캐리 저스트 블레이즈                              | 3:32      |
| 총 재생 시간 | 총 재생 시간                                                       | 총 재생 시간                                                               | 총 재생 시간                                                               | 총 재생 시간                                               | 64:45     |

## 차트

### 주간 차트
| 차트                    | 최고순위 |
| ----------------------- | -------- |
| 미국 (빌보드 200)       | 3        |
| 일본 (오리콘 앨범 차트) | 4        |

### 연간 차트
| 차트                    | 최고순위 |
| ----------------------- | -------- |
| 미국 (빌보드 200)       | 61       |
| 일본 (오리콘 앨범 차트) | 53       |